# Mariano Olleros
Mariano Ladislao Olleros (San Nicolás de los Arroyos, 8 de septiembre de 1859 - Buenos Aires, 29 de septiembre de 1914) fue un periodista argentino. Ocupó el interinamente el cargo de gobernador del antiguo Territorio Nacional de Formosa, entre 1908 y 1909.

## Biografía
Mariano Olleros era hijo de Ladislao León Olleros y de Enriqueta Olleros ―primos hermanos― y descendía del guerrero de la independencia, coronel Juan José Olleros Acevedo y del capitán Juan José Olleros, segundo jefe del batallón San Nicolás en la guerra del Paraguay y que se quitó la vida en el hospital de Restauración a raíz de las heridas que recibiera en la batalla de Yatay.
Fue bautizado el 14 de noviembre de 1869, por el sacerdote católico Bartolomé Cerrutti. Fueron sus padrinos el sacerdote José G. García Zúñiga y Felisa Olleros.
Recibió los rudimentos del saber en San Nicolás, en las escuelas de Ginocchio y de León Guruciaga, para continuar sus estudios en el colegio de los jesuitas de la Inmaculada Concepción, en la ciudad de Santa Fe, donde ingresara con el propósito de ordenarse sacerdote. Se casó en la villa de Pergamino con la señorita Angelina de la Fuente y allí comenzó a actuar como político, periodista y escritor, fundando El Obrero.
En 1886 sostuvo la candidatura de Juárez Celman para la presidencia de la República, teniendo un grave incidente con el presidente del comité rochista, debido a publicaciones periodísticas, incidente que pudo tener consecuencias para su buen nombre, a no mediar la circunstancia de una aclaración caballeresca de su adversario que lo vindicó de la manera más rotunda. Sobre este entredicho Olleros publicó un folleto que es concluyente. En San Nicolás fundó El Heraldo el 10 de abril de 1878 en momentos de luchas políticas bravías, siendo empastelada su imprenta.
En 1877 fue sincero partidario de la conciliación de los partidos. Sus principales producciones son El porvenir argentino, Los héroes olvidados y Camila, esta última la que más preciaba su autor. También escribió Cartas a un amigo (colección de estudios, sociales y políticos),
Dorrego ante su posteridad (estudio sobre la revolución del 1 de diciembre de 1828),
Cuentos (colección de novelitas cortas),
Los desheredados argentinos,
Patricio Rayo,
Hojas de Diario (un volumen editado en 1887 por Jacobo Peuser, que un crítico comparó por su estilo al del delicado escritor italiano Salvador Farina,
Del átomo al cosmos, con motivo de la segunda presidencia de Roca;
Vindicando a Rosas (interesante polémica con el profesor José María Monzón),
Alberdi (a la luz de sus escritos en lo que se refieren al Paraguay, del que también se ocupó la crítica periodística y el hombre de letras paraguayo Juan Silvano Godoy).
Su seudónimo favorito fue Lucio Orfilio, con el que en 1891 firmaba sus artículos en el semanario Nene Pulgada (dirigido por el maestro León Guruciaga.
Electo presidente Juárez Celman, Mariano Olleros fue designado encargado de la Oficina de Informaciones (en Madrid), con fines de propaganda inmigratoria, dando cuenta de su contenido de regreso al país en 1890, con la publicación de una memoria. En Madrid trabajó mucho para dar a conocer el país, publicando el periódico La Argentina, en el que colaboró Enrique García Velloso.
Debido posiblemente a un desacuerdo con Juárez Celman, renunció al cargo en Madrid, se separó del juarismo y con posterioridad ingresó a la Unión Cívica Radical. Radicado en Paraná, reinició sus tareas periodísticas fundando los diarios El Paraná, Entre Ríos y El Látigo, y actuando de lleno en política opositora radical, con períodos de conspiraciones, siendo perseguido por el gobierno.
Como consecuencia de sus campañas intensas y valientes debió emigrar al Paraguay. En aquel país actuó como periodista, escritor y hasta en política prestigiando la elección a la presidencia de la República del Dr. Ferreyra y se vinculó a los principales hombres del país, entre otros, al erudito Juan Silvano Godoy. Dirigió allí el diario El Cívico. En Asunción fue muy querido y le hicieron un gran homenaje al salir de aquella tierra para ocupar un cargo en la gobernación de Formosa.
A ellos se debió, pues, en gran parte el gobierno del Dr. Ferreyra, gran amigo de la Argentina y combatido en su país por su actuación en la guerra del Paraguay. Esta notable campaña, prestigiada por él, fue secundaria por el grupo más destacado de hombre de la época que lo acompañaron a formar su gobierno. Fue secretario de la gobernación de Formosa durante la administración Artaza, siendo coautor de una interesante nota sobre la situación de los territorios nacionales. Desde allí mantuvo intensa vinculación con los hombres del gobierno paraguayo, entre otros del senador Candia.
Asumió como gobernador interino el 30 de diciembre de 1908, cargo que finalizó el 26 de agosto de 1909. Posteriormente actuó en La Plata, en Paraná de nuevo, y en Buenos Aires, como redactor del diario La Prensa, siendo su labor intelectual hasta los últimos días de su vida, muy intensa. El artículo de bienvenida que apareció en La Prensa, dedicado a la Infanta Isabel con motivo de su visita en mayo de 1910 fue tan notable que la Infanta, conmovida, preguntó quién era el autor para hacerle un obsequio.
Murió en la mayor pobreza, a los 55 años, el 29 de septiembre de 1914, en la ciudad de Buenos Aires.